# Positiver Schaden
Von einem positiven Schaden (lat. damnum emergens) spricht man im Schadenersatzrecht, wenn ein vorhandenes Vermögensgut gemindert oder zerstört wird bzw. der Geschädigte Aufwendungen zur Schadensbeseitigung tätigen muss.
Demgegenüber handelt es sich um entgangenen Gewinn, wenn nicht das Vermögen an sich, sondern die Vermögensvermehrung, also eine Erwerbschance, verhindert wird.

## Österreichisches Recht
Diese Unterscheidung ist insbesondere für den Grad des Verschuldens von Bedeutung: Positiver Schaden ist bei jedem Grad, entgangener Gewinn bei Rechtsgeschäften unter Nicht-Unternehmern grundsätzlich nur bei grobem Verschulden (d. h. bei Vorsatz oder grober Fahrlässigkeit) zu ersetzen.